# Xántus János Múzeum

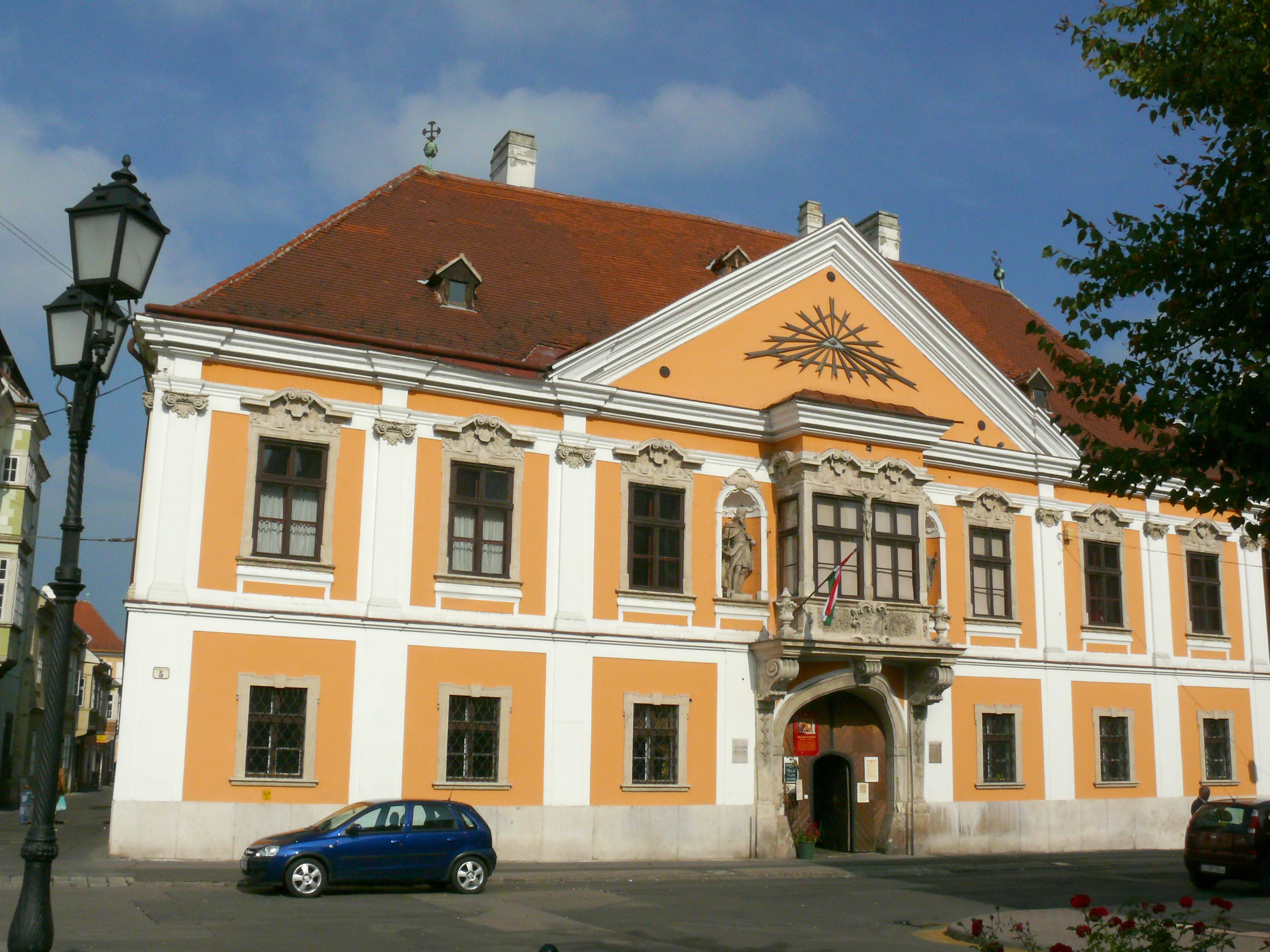
Az Apátúr-ház

A győri Xántus János Múzeumnak helyet adó Apátúr-házat 1741–1742-ben Sajghó Benedek pannonhalmi főapát építtette. A pompás barokk palota 1949-ben lett a múzeum otthona. Az intézet névadója Xántus János természetkutató, utazó és néprajzkutató Győrben járt iskolába. A győri múzeum 1859-ben jött létre a Rómer Flóris archeológus alapította régiségtárból. A gyűjteményt a bencés rend kezelte 1949-ig, amikor államosították.
A múzeum értékes gyűjteménye kb. 60 000 darabszámra rúg, az utóbbi években nagy mértékben gyarapodott. A megyén átvezető autópálya építése alatti leletmentési ásatás számos római, népvándorláskori és avar anyaggal gazdagította. Emellett jelentős céhes, numizmatikai és cserépkályha-gyűjteménnyel rendelkezik.
- Állandó kiállításai:
  - Győr és környékének története az őskortól napjainkig;
  - A Petz család magángyűjteménye (orvostörténeti és iparművészeti anyag);
  - Postabélyegek – az első kibocsátástól az 1980-as évekig.

## Külső hivatkozások
- A Xántus János Múzeum honlapja